# Golubovci
Golubovci es una pequeña localidad situada en el sureste del país balcánico de Montenegro, pertenece al Municipio de Podgorica, y se encuentra situada a 15 kilómetros al sur de la capital nacional. Según el censo realizado en el país en el año 2011 residen en esta localidad 3.110 personas.

## Geografía
La localidad se encuentra situada en la fértil Llanura de Zeta, unos quince kilómetros al sur de Podgorica, muy próxima al Lago Skadar y a la frontera con Albania.

## Demografía
Según el censo de Montenegro de 2011 en Golubovci residen 3.110 personas y en toda la región de la localidad un total de 16.093, por lo que se trata de la segunda localidad más poblada dentro del Municipio de Podgorica.
| 1.402 | 1.628 | 2.144 | 2.176 | 2.676 | 2.754 | 2.869 | 3.110 |

## Transporte
En cuanto al transporte por carretera se refiere la localidad cuenta con una salida de la autopista entre Podgorica y Bar, situada en la confluencia de las rutas E65 y E80 que permiten además la comunicación con otras localidades europeas.
Además en el transporte aéreo la localidad está conectada con capitales europeas gracias al Aeropuerto de Podgorica que se encuentra situado a solo 5 kilómetros de la localidad y que a menudo es conocido como Aeropuerto de Podgorica/Golubovci.

## Deporte
El principal deporte en la localidad al igual que en el resto del país es el fútbol y en el destaca el Fudbalski Klub Zeta que fue uno de los equipos fundadores de la Primera División de Montenegro, en la que ha militado todas las temporadas de manera consecutiva y que ganó dicha competición en la temporada inaugural. Juega sus partidos como local en el Stadion Trešnjica que se encuentra en la propia localidad.